# مجري إنشائية

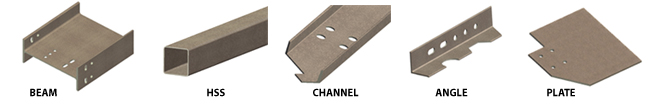
أشكال كمرات مختلفة.

مجري إنشائية تُعرف أيضاً باسم كمرة علي شكل حرف C ،تُستخدم في المنشأت وفي  مجالات الهندسة المدنية عموماً.
يتكون قطاعها من عصب واسع، وحفاتان أعلي و أسفل العصب.

## إستخدامات

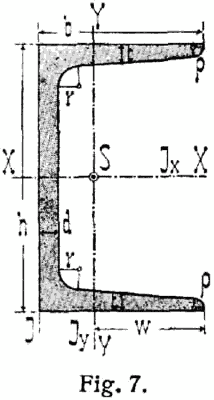
مقطع.

لا تُستخدم كثيراً بسبب أن محور الإنحناء لا يتوافق مع مركزها مما يؤدي إلي دوران الكمرة حول العصب.